# Eumastax megacephala
Eumastax megacephala är en insektsart som beskrevs av Marius Descamps 1982. Eumastax megacephala ingår i släktet Eumastax och familjen Eumastacidae. Inga underarter finns listade i Catalogue of Life.